# Холтвил (Алабама)
Холтвил (енгл. Holtville) насељено је место без административног статуса у америчкој савезној држави Алабама.

## Демографија
По попису из 2010. године број становника је 4.096.
| Група             | 2000.    | 2010.         |
| Белци             | 0 (0,0%) | 3.672 (89,6%) |
| Афроамериканци    | 0 (0,0%) | 305 (7,4%)    |
| Азијати           | 0 (0,0%) | 10 (0,2%)     |
| Хиспаноамериканци | 0 (0,0%) | 52 (1,3%)     |
| Укупно            | 0        | 4.096         |